# Ptocasius montiformis
Ptocasius montiformis là một loài nhện trong họ Salticidae.
Loài này thuộc chi Ptocasius. Ptocasius montiformis được Da-xiang Song miêu tả năm 1991.